# Przemysław Tytoń
Przemysław Tytoń (ur. 4 stycznia 1987 w Zamościu) – polski piłkarz występujący na pozycji bramkarza w holenderskim klubie FC Twente. W latach 2010–2016 reprezentant Polski. Uczestnik Mistrzostw Europy 2012.

## Życiorys

### Kariera klubowa

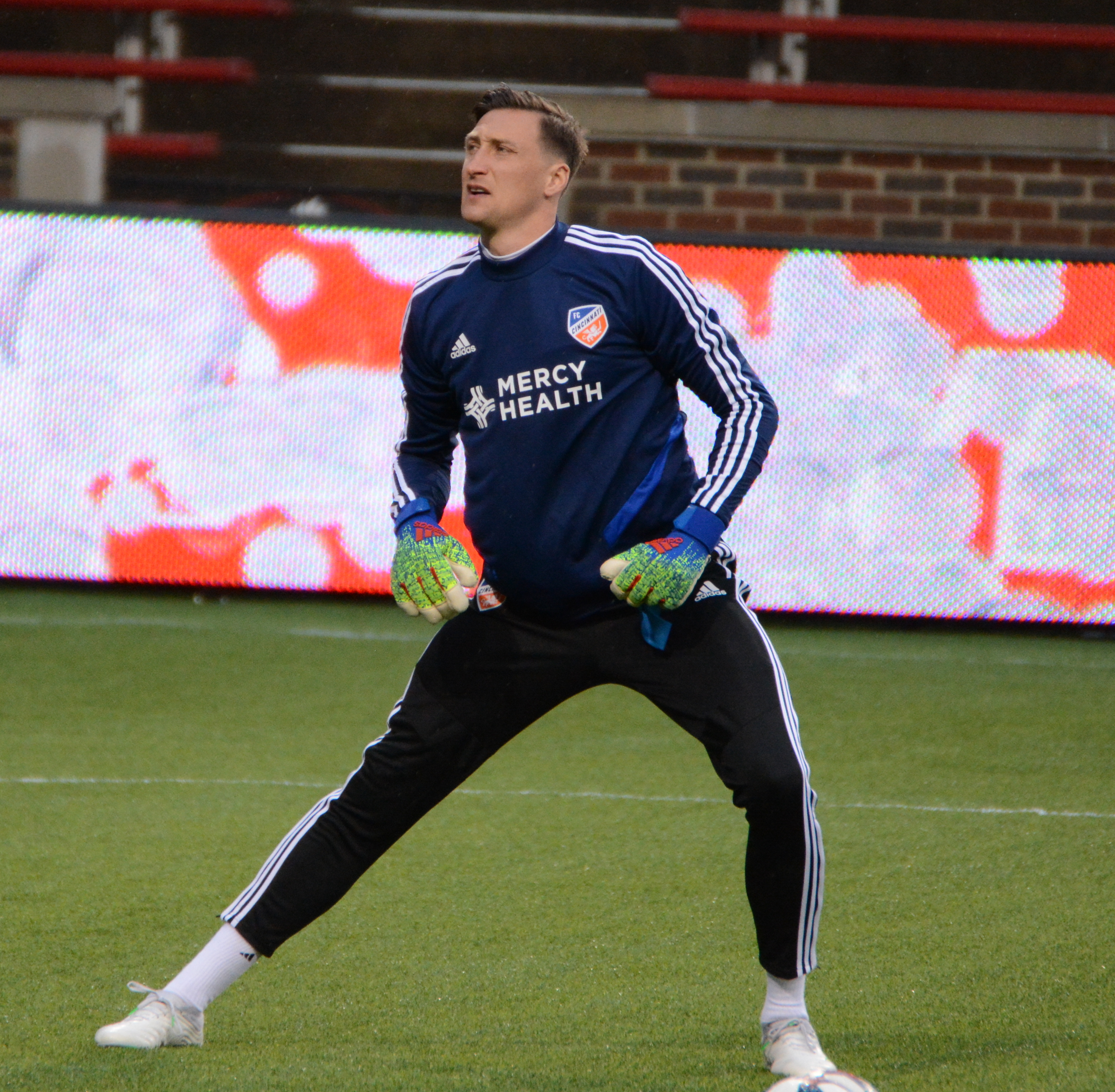
Tytoń w 2019 w barwach FC Cincinnati

Przemysław Tytoń rozpoczynał piłkarską karierę w Hetmanie Zamość. W sezonie 2004/2005 przeszedł do I-ligowego Górnika Łęczna, gdzie przez dwa sezony rozegrał 20 spotkań w ekstraklasie. Debiut zaliczył dnia 28 sierpnia 2005 w wyjazdowym meczu z Groclinem Dyskobolią Grodzisk Wielkopolski (1:1). Od rundy jesiennej sezonu 2007/2008 był zawodnikiem holenderskiej Rody JC Kerkrade. W Eredivisie zadebiutował 29 marca 2008 w bezbramkowo zremisowanym meczu z Heraclesem Almelo, a od sezonu 2009/2010 był podstawowym bramkarzem drużyny.
16 sierpnia 2011 podpisał pięcioletni kontrakt z PSV Eindhoven. Nieoficjalne podano, że kwota transferu wyniosła ok. 2,5 mln euro. 18 września 2011 podczas meczu Eredivisie z Ajaksem Amsterdam doznał silnego wstrząśnienia mózgu, jednak prześwietlenia nie wykazały żadnych pęknięć ani uszkodzeń szyi i czaszki. W sezonie 2011/2012 zdobył z drużyną z Eindhoven Puchar Holandii, a na początku sezonu 2012/2013 sięgnął z nią również po Superpuchar Holandii. 4 lipca 2014 został wypożyczony na rok do hiszpańskiego klubu Elche CF. W Primera Division zadebiutował dnia 24 sierpnia 2014 w meczu z FC Barcelona (0:3). W sezonie 2014/2015 pomimo 13. miejsca w tabeli gwarantującego utrzymanie w Primera Division, klub z powodu zadłużeń został zdegradowany do Segunda División.
24 czerwca 2015 został zawodnikiem niemieckiego klubu VfB Stuttgart. W Bundeslidze zadebiutował 16 sierpnia 2015 w meczu z 1. FC Köln. W sezonie 2015/2016 rozegrał 30 meczów ligowych i spadł ze swoim zespołem z Bundesligi.
30 czerwca 2016 powrócił do Hiszpanii i podpisał 3-letni kontrakt z Deportivo La Coruña. W nowym zespole zadebiutował 31 października 2016 w meczu 10. kolejki La Liga przeciwko Valencii, który zakończył się wynikiem 1:1.
1 stycznia 2019 podpisał kontrakt z amerykańskim klubem FC Cincinnati. W 2022 podpisał kontrakt z AFC Ajax.

### Kariera reprezentacyjna
9 maja 2010 Przemysław Tytoń został powołany przez Franciszka Smudę do reprezentacji Polski na mecz towarzyski z reprezentacją Finlandii, który odbył się 29 maja 2010 w Kielcach, w którym wystąpił od pierwszych minut.

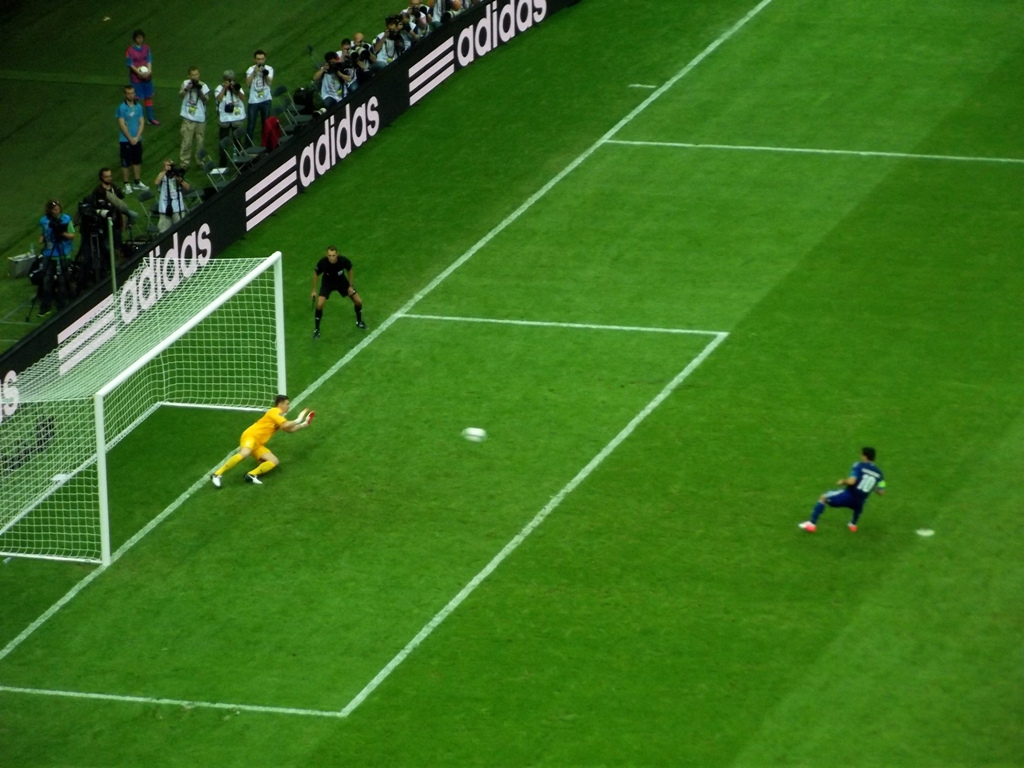
Przemysław Tytoń podczas rzutu karnego w meczu z Grecją w 2012

W 2012 roku został powołany przez trenera Smudę na odbywające się w Polsce i na Ukrainie mistrzostwa Europy. 8 czerwca 2012 roku w meczu inauguracyjnym turnieju przeciwko reprezentacji Grecji zmienił Macieja Rybusa, po czerwonej kartce Wojciecha Szczęsnego. Bezpośrednio po wejściu na boisko w 71. minucie obronił rzut karny wykonywany przez Jorgosa Karangunisa, co było pierwszym takim przypadkiem w historii mistrzostw Europy. 12 czerwca 2012 w meczu przeciwko reprezentacji Rosji wystąpił przez 90 minut oraz w tym meczu przepuścił jeden strzał głową po rzucie wolnym. 16 czerwca 2012 rozegrał cały mecz przeciwko reprezentacji Czech, która pokonała reprezentację Polski 1:0. 26 marca 2016 rozegrał swój ostatni mecz w reprezentacji Polski, a był to mecz przeciwko reprezentacji Finlandii.
W 2016 roku znalazł się w szerokiej kadrze reprezentacji Polski przygotowującej się do mistrzostw Europy, lecz ostatecznie nie pojechał na turniej.

## Statystyki

### Reprezentacyjne
| Występy w reprezentacji Polski | Występy w reprezentacji Polski | Występy w reprezentacji Polski | Występy w reprezentacji Polski | Występy w reprezentacji Polski | Występy w reprezentacji Polski | Występy w reprezentacji Polski                         | Występy w reprezentacji Polski | Występy w reprezentacji Polski |
| Lp.                            | Data                           | Miejsce                        | Przeciwnik                     | Wynik                          | Grał                           | Uwagi                                                  | Gole puszczone                 |                                |
| ------------------------------ | ------------------------------ | ------------------------------ | ------------------------------ | ------------------------------ | ------------------------------ | ------------------------------------------------------ | ------------------------------ | ------------------------------ |
| 1.                             | 29.05.2010                     | Kielce                         | Finlandia                      | 0:0                            | 90'                            | Mecz towarzyski                                        | 0                              |                                |
| 2.                             | 13.08.2010                     | Szczecin                       | Kamerun                        | 0:3                            | od 46'                         | Mecz towarzyski, zmienił Łukasza Fabiańskiego          | -2                             |                                |
| 3.                             | 07.09.2010                     | Kraków                         | Australia                      | 1:2                            | 90'                            | Mecz towarzyski                                        | -2                             |                                |
| 4.                             | 12.10.2010                     | Montreal                       | Ekwador                        | 2:2                            | 90'                            | Mecz towarzyski                                        | -2                             |                                |
| 5.                             | 02.09.2011                     | Warszawa                       | Meksyk                         | 1:1                            | 90'                            | Mecz towarzyski                                        | -1                             |                                |
| 6.                             | 08.06.2012                     | Warszawa                       | Grecja                         | 1:1                            | od 70'                         | Euro 2012, zmienił Macieja Rybusa, obronił rzut karny. | 0                              |                                |
| 7.                             | 12.06.2012                     | Warszawa                       | Rosja                          | 1:1                            | 90'                            | Euro 2012                                              | -1                             |                                |
| 8.                             | 16.06.2012                     | Wrocław                        | Czechy                         | 0:1                            | 90'                            | Euro 2012                                              | -1                             |                                |
| 9.                             | 07.09.2012                     | Podgorica                      | Czarnogóra                     | 2:2                            | 90'                            | Eliminacje MŚ 2014                                     | -2                             |                                |
| 10.                            | 11.09.2012                     | Wrocław                        | Mołdawia                       | 2:0                            | 90'                            | Eliminacje MŚ 2014                                     | 0                              |                                |
| 11.                            | 12.10.2012                     | Warszawa                       | Południowa Afryka              | 1:0                            | 90'                            | Mecz towarzyski                                        | 0                              |                                |
| 12.                            | 17.10.2012                     | Warszawa                       | Anglia                         | 1:1                            | 90'                            | Eliminacje MŚ 2014                                     | -1                             |                                |
| 13.                            | 14.11.2012                     | Gdańsk                         | Urugwaj                        | 1:3                            | 45'                            | Mecz towarzyski, zmieniony przez Tomasza Kuszczaka     | -2                             |                                |
| 14.                            | 26.03.2016                     | Wrocław                        | Finlandia                      | 5:0                            | od 46'                         | Mecz towarzyski, zmienił Artura Boruca                 | 0                              |                                |

## Sukcesy

### Klubowe
PSV Eindhoven
- Puchar Holandii: 2012
- Superpuchar Holandii: 2012

## Życie prywatne
Jest synem Mirosława i Grażyny Tytoniów. Jego żoną jest Sylwia, para ma córkę Maję.